# Ballus
Ballus — род аранеоморфных пауков из подсемейства Ballinae в семействе пауков-скакунов (Salticidae). Распространены в Европе, Северной Африке, Японии, Бирме и Шри-Ланке.

## Описание
Как правило, маленькие пауки. Бедро, голени и колени на передней (первой) паре ног у самцов толстые и мускулистые, и ниже колена есть бахрома. Зачастую они тёмно-коричневого цвета, но некоторые довольно красочные.

## Распространены
Этот род в основном распространён в Палеарктике, но есть 2 вида в Шри-Ланке. Два вида из США были перераспределены в род Attidops. Ballus tabupumensis был описан в Бирме, но после 1914 года о нём не было никакой информации.

## Виды
- Ballus armadillo (Simon, 1871) — Корсика, Италия
- Ballus chalybeius (Walckenaer, 1802) — Европа, от Северной Африки до Центральной Азииtypus
- Ballus japonicus Saito, 1939 — Япония
- Ballus lendli Kolosváry, 1934 — Венгрия
- Ballus piger  O. P-Cambridge, 1876 — Египет
- Ballus rufipes (Simon, 1868) — Европа, Северная Африка
- Ballus segmentatus Simon, 1900 — Шри-Ланка
- Ballus sellatus Simon, 1900 — Шри-Ланка
- Ballus tabupumensis Petrunkevitch, 1914 — Бирма
- Ballus variegatus Simon, 1876 — от Португалии до Италии